# 痛快なりゆき番組 風雲!たけし城
『痛快なりゆき番組 風雲!たけし城』（つうかいなりゆきばんぐみ ふううん たけしじょう）は、1986年5月2日から1989年4月14日までTBS系列で放送されたアトラクションバラエティ番組。略称は「たけし城」。放送時間は毎週金曜 20:00 - 20:54 （日本時間）。

## 概要
ビートたけしが城主を務める難攻不落の「たけし城」を落とすため、毎回約100人の一般応募者 からなる攻撃軍を谷隼人“隊長”が率い、緑山スタジオに作られた、たけし軍が仕掛けた数々の難関（ゲーム）を攻略する。
スペシャル版として、谷隊長に城を奪われたたけしやたけし軍団が奪還のため挑戦者となる回や、都道府県選抜・外国人・女子大生・中高生大会や、ペアで挑戦する親子・カップル大会などが行われた。
番組冒頭ではたけし城をバックにタイトルロゴが表示され、ナレーターの宮内鎮雄（当時TBSアナウンサー）によるタイトルコールと「天を突き、高くそびえ立つこの城を、人は「たけし城」と呼ぶ。今まさに、この城を巡って、壮絶なる戦いの火蓋が切って落とされようとしていた」というナレーションが流れる 。その後は攻撃軍に追われて逃げるたけし軍の映像の後に、画面9分割による出場者紹介があり、全員の顔が映し出された。外国人・コスプレ参加者など目立った挑戦者はゲーム開始前に谷隊長によって紹介された。
難関を攻め行くうちに攻撃軍は次々と脱落し、最終的に勝ち残り城主たけしを討ち落とした者が賞金100万円 を獲得するルールだが、134回中で攻撃軍の勝利となったのはわずか8回、勝率5.9％と最後まで勝ち残る者は少数だった。

### 製作
TBSでは『8時だョ!全員集合』とは別に、もう一つのバラエティ番組の柱を築こうという動きがあった。プロデューサーの桂邦彦は、当時人気だったビートたけしやたのきんトリオを起用した『笑ってポン!』などを手掛けていたものの、あまりうまくいかなかった。
本番組の開始から半年前、たけし本人のほかに、放送作家の海老原靖芳と高橋秀樹、作家集団「パジャマ党」の大岩賞介と詩村博史が製作会議に参加した。この時は、生身の人間による人生ゲームのようなすごろくといったアイデアが出ていた。当時、たけしが弟子のたけし軍団から「殿」と呼ばれていたことをヒントに、城を舞台とすることに決まった。
たけしは「たけし城はファミコンを身体でやりたかった。自分でマリオができないか?」という発想で、番組の企画を作ったという。いくつかの難関アトラクションで、前年の1985年に発売された『スーパーマリオブラザーズ』の影響が見られるのはそのためである。
たけし城の番組セットには、総工費1億円がかけられた。現在の日本のバラエティ番組では考えられない巨額の予算であり、バブル景気であった当時としても非常に高額であったため、番組内では「20世紀最大の工事だった」と宣伝された。
レギュラー放送終了から34年後の2023年、定額制動画配信サービス「Amazon Prime Video」オリジナル番組として「令和版たけし城」と銘打ちリメイク復活した。詳細は#風雲!たけし城 (Amazon Prime Video)を参照。

## 出演者

### 城主
- ビートたけし

フライデー襲撃事件でたけしが逮捕され暫く謹慎していた間（全国制覇冬の陣、第29～54回）は、たけしの顔に似せたハリボテの面を被った“影武者”「ビートたけしくん人形」が登場した（ラッシャー板前が扮し、声は出さずジェスチャーを使い家老が通訳した）。

### 家老
- 石倉三郎

第43回まで。たけしからは「三太夫」と呼ばれていた。途中から赤鼻のメイクをするようになる。
- 東国原英夫之守三太夫Jr.（そのまんま東）

第44回で守備軍から家老に昇格。守備軍時代は第二砦などで戦った。レギュラー後期ではたけし軍団同様コント内のアトラクションで実験台にされる機会が増える。

### 攻撃隊長
- 谷隼人

谷城の城主。初期には白の軍服に派手なマントを着用していた。後、着用する軍服は竜虎を刺繍したデザインに固定される。この軍服は白（夏服）・黒（冬服）の二種類あった。
第7回（TBSチャンネルでは欠番回）でウルトラマンが隊長を務めた以外、全回に出演。
事前特番も含めて3回たけし城を制圧して「第二谷城城主」となっている。

#### 副隊長、地方予選攻撃隊長
外国人大会やスペシャル版などで出演。
- ウルトラマン

第7、11、62、104回に登場。
- チャック・ウィルソン

第12回外国人大会、第83回の第2回インターナショナル大会に登場。第12回ではスーパーマン風コスチュームの「スーパーチャックマン」として3回まで復活できるという特別ルールが適用された。第41回ではインターナショナルチームのキャプテンとして出場。
- 具志堅用高

第28回（全国制覇冬の陣）で沖縄予選攻撃隊長を務めた。第62回では鉄腕アトムに扮してたけし軍に参加。
- 西川のりお

第28回（全国制覇冬の陣）で関西予選攻撃隊長を務めた。第41回では吉本興業チームのキャプテンとして出場。
- 佐山聡（初代タイガーマスク）

第28回（全国制覇冬の陣）で関東選抜隊長を務めた。
- 松岡きっこ

谷の妻。第28回（全国制覇冬の陣）出演時は名前の後に（愛情出演）のテロップが付された。第106回では海外に出向いた夫の代理で隊長を、89年秋SPでは副隊長を務める。
- ノセリ・エリシカ

第106回では海外に出向いた稲川の代理でリポーターを、第110回外国人大会では副隊長を務めた。
- 胡瓜（中国語版）

台湾で攻撃隊長を務めた。第106回のみの出演。

### 戦場レポーター
- 柳沢慎吾

第7回で谷隊長の代わりにウルトラマンが隊長になった時は翻訳兼付添人的な役割をしていた。スペシャル版では「谷城」の家老および第一砦の隊長を務めた。
第16回を最後に降板するが、全国制覇冬の陣で久々に出演し、北海道予選の地方予選攻撃隊長を務めた。
- 稲川淳二

第21回から90年秋SPまで出演。スペシャル版では「谷城」の太鼓持ちとしても登場。

#### 代行・地区担当レポーター
- 松下賢次

第6回で柳沢の代理で担当。
- 生島ヒロシ

夏休み休暇の柳沢の代理（第15回）。全国制覇冬の陣では谷隊長が見ているテレビのニュースキャスター役で出演。
- 坂本あきら

2代目戦場レポーターとして登場したものの、わずか2回で降板した。
- 柄沢晃弘

第1回都道府県選抜全国大会で担当。探検家ルックのリポーターが多い中で背広姿だった。
その他には夏木ゆたか、長江健次、神保美喜、立川志の輔、松居直美、清水クーコなどの他、地方大会ではジャンボ秀克などローカルタレントが戦場レポーターを担当している。代打リポーターの一人だった岡崎潤司（TBSアナウンサー）はデモンストレーションに挑み失敗したために、「おしおき洞窟」に架けられた。
戦場リポーターは主に敗退した挑戦者へのインタビューを担当するほか、ミニコントを演じた。稲川はミニコントで水に落ちたりプロレス技をかけられるなどひどい目にあわされることが多かった。主に国境の関所・壁で挑戦者を手助けすることもある。

### レギュラー守備軍
- たけし軍団
  - 大森うたえもん
  - ガダルカナル・タカ
  - つまみ枝豆
  - ダンカン
  - 井手らっきょ
  - 松尾伴内
  - 柳ユーレイ
  - ラッシャー板前
  - グレート義太夫

- たけし軍団セピア
  - 古田古
  - おぼつちやま（現：水島新太郎）
  - キドカラー大道
  - サード長嶋
  - 誰なんだ吉武
  - 大阪百万円

- ストロング金剛（元・ストロング小林）
- 丹古母鬼馬二
- 大富士
- 上田馬之助
- 亜仁丸レスリー
- 岡田正典
- 城みちる
- 島田洋七
- 渡嘉敷勝男
- 大念寺誠
- すがぬま伸
- ポップコーン
- 忍竜
- 大木凡人
- 関山耕司
- 横溝貴之
- よろい注

身長約3mの鎧武者人形。第10回から登場。赤糸縅の大鎧ないし胴丸を模した鎧を着用し、腰には太刀を吊っている。構造はジャンボマックスと同一。名前は視聴者からのハガキ公募で決定。「自由への壁」「人喰い穴」での妨害役などを担当。
番組初期ではキングコング風の人形が同様の役割で登場していた。

### 準レギュラー、ゲスト守備軍
- 山川豊（初期カート戦の戦車隊長）
- 八名信夫（「街かどテレビ」関山の代理）
- 伊達正三郎（「街かどテレビ」関山の代理）
- 竹田真（「街かどテレビ」横溝の代理）
- さいたまんぞう（「泥に駆ける青春」主審役）
- ミミ萩原（「すもうでポン」ゲスト力士）
- 中山律子（「スターボウリング」ボウラー）[注 6]
- 並木恵美子（「スターボウリング」ボウラー）
- 江夏豊（「当たって完パイ」担当）
- 畠田理恵（「引っぱり地獄」担当）
- 村光代（「すもうでポン」ゲスト力士。当時ジャパン女子プロレス所属プロレスラー）
- 半田美希（「すもうでポン」ゲスト力士。当時ジャパン女子プロレス所属プロレスラー）

ほか

### 腰元
- 小野みゆき（腰元頭）
- 名越美香
- 横田睦美
- 富川春美　ほか

第88回から第117回にかけて出演。

### ゲスト城主ほか
たけしの不在期間中に他の城の主・姫などの設定でゲスト出演。最多出演は細川たかし。太字はカート戦にも参加。
- 細川たかし（細川城城主 役）
- 前川清（前川城城主 役）
- 梅沢富美男
- シブがき隊（シブがき城の三兄弟 役）
- 上原謙（アラン上原ケンドロン国王 役）
- 細川隆一郎（細川城大殿 役）
- 山城新伍（山城城城主 役）
- 和田アキ子（和田城の鬼姫 役）
- 柏原芳恵（柏原城の芳恵姫 役）
- 松本伊代（松本城の伊代姫 役）
- 水前寺清子（渡世人・肥後熊本水前寺のお清 役）
- 三ツ矢歌子（三ツ矢城の歌子姫  役）
- オスマン・サンコン（サンコン国王 役）
- 水野晴郎
- 水島新司（水島城棒球部監督 役）
- ケント・ギルバート（ケント城城主 役）
- 小山明子（小山城 明子の局 役）
- 森末慎二（森末流忍法師範・森末金メダルの介慎二 役）

ほか

## 難関
城主たけしとの決戦へたどり着くまでに、8種～9種の難関（ゲーム）が待っている。番組開始から終了まで100以上のゲームが作られた。「○○でポン」と名の付くゲームがいくつかあるのは、桂プロデューサーがかつて手がけた番組「笑ってポン!」に由来する。
難関の前には、たけしと家老のやりとりが行われており、各難関を家老が紹介し、たけしがツッコミを入れるのがパターンであった（番組末期ではこのパターンは割愛された）。その後、たけしと家老は攻撃軍が関門に挑戦している様子をモニタリングし、感想やツッコミを逐一述べていた。
各難関は基本的に生き残っている攻撃軍の全員が挑戦するが、撮影時間、挑戦者の人数・体力を考慮して失格者が定数に達した時に、その他の出場者は不戦勝として次に進めることもあった。よって概ね4～5つほどのゲームをクリアすればカート戦行きとなる。2つ～3つの難関を同時に収録する事もあるため、谷隊長が不在となる場合もある。
難関によって水浸しになったり泥まみれになる事も多かったが、収録現場にはシャワールームや更衣室、休憩室を兼ねたプレハブなどが設置されていた。戦場レポーターによりこれらの施設が紹介された事もあった。なお基本的に難関は屋外設置だが、「まさかのドミノ」などのように隣接するスタジオ内設置のものもあった。

### 主な難関
国境の壁
制限時間内に2メートル以上ある高い塀を越える。塀を乗り越えた先は滑り台になっている。一時期は滑り台の終点の一部が池となっており、壁を越えても池に落下してしまうと失格（ゲーム前にたけし軍が滑り台に水を蒔くシーンがあった）というルールの回もあった。
国境の坂
制限時間内に、水がまかれた滑りやすい坂を越える。国境の関所と違い、坂を乗り越えた先の滑り台の終点が必ず池になっていた（池に入水しても失格にはならない）。夏休み子供大会では終点がマットになっていた。補助のためのロープがぶら下がっているが、雨天時では滑って全く登れなくなる難点があった。
国境の関所
「国境の壁」のリニューアル。「国境の壁」とほぼ同じだが、支柱などが設けられているため、難易度は少し高くなっている。中高生大会ではロープが垂れ下がっていた。
国境のパーフェクション
たけし城の型に並べられたパズルピースを一つ拾い、制限時間内にピースと同じ形をした正しいブロックを探し出し当てはめて座ればクリア。
最初の難関にはこれらの「国境」シリーズの他にも、パン食い競走の「腹がへっては戦はできぬ」、カップル大会限定の「ベッドでベットリ」などもあった。
BGMはテレビ映画 『勝利への旅立ち』
第一砦
挑戦者全員が一斉にスタートし、待ち構えるたけし軍団と水鉄砲の撃ち合いをしながら砦を越えてゆく。自分の額の的を破かれると失格（一時期は的が水鉄砲の上部に取り付けられていた）。たけし軍団にも的が付いているため、的を破かれた団員は攻撃を止めるが、団員全員を倒す必要はない（砦の最上階の橋を渡ればクリアとなる）。たけし軍団はヘルメットにバイザーが付属しており、顔面が保護されていた。BGMはテレビ映画『サンダーバード』テーマ曲。水鉄砲の水は紺色に着色されている。軍団側の隊長は初期はそのまんま東→フライデー事件後は残っている軍団メンバーが持ち回りで担当→後期は大森うたえもんが担当。「前線部隊」として着ぐるみのコスプレをした軍団が登場することもあった。第17回では攻撃側に転じたたけし軍団に代わって、柳沢慎吾隊長と構成担当のたけし城保存会の面々が前線部隊に就いた。
竜神池
池の上の飛び石を使って向こう岸まで渡りきる。池に落ちると失格。飛び石のうち半数はバネでつなぎ水面に浮いているだけのトラップであるが、踏んでも沈む前に走り抜けて渡れば可。初期から登場していた難関では一番人気で、通常版最終回（第127回）では最後の難関で登場した。BGMは映画『ランボー』挿入曲「Escape From Torture」。
初期では渡りきった先の「自由への壁」を1つもしくは2つ連続で突破できなければクリアにならないルールだったが、のちに「自由への壁」は竜神池から独立した。一時期、通った飛び石付近から間欠泉が噴き出す仕掛けがあった。
夏休み子供大会では、石から石への距離が遠くて飛び移れない小さな子供のために、谷隊長が橋代わりとして全身を使って渡らせていた。
アレンジ版として、スペシャル版越後湯沢決戦での「とんで雪だるま」（発泡スチロール製の雪だるまの頭上を渡ってゴールを目指す。雪だるまの中には頭が外れるものがあり、落ちると失格）や、北海道予選での「プロデューサーがおこった」（番組プロデューサーの似顔絵が描かれた巨大こけしの頭上を渡ってゴールを目指す）がある。
悪魔の館
いくつもの部屋に分かれた館を抜ける。中には奇抜なメイクをした2匹の悪魔（ストロング金剛・丹古母鬼馬二）が潜んでおり、悪魔に捕まり顔を墨で黒く塗られるか館の周りの池に落ちると失格（悪魔に突き落とされる事もある）。一旦捕まっても振り切って逃げ切れば失格とはならない（初回では一度捕まるとその時点で失格だった）。館から逃げ出し入口に戻っても再挑戦が可能である。
初期は部屋の形は四角形で12部屋、途中から池が1ヶ所付けられたが、後に六角形、池2ヶ所に変更。さらに部屋数が18部屋、悪魔も亜仁丸レスリー加入で3匹にバージョンアップした。親子・カップル大会ではパートナーが上からナビゲートして館を抜けるルールとなり、番組末期では通常でも谷隊長がナビゲートする形となった。BGMは『燃えよドラゴン』のアレンジ版（BGM自体は本番組以前にも『ピンキーパンチ大逆転』で使用されていた）。
1回だけ、挑戦者・悪魔が互いにアイマスクで目隠しをしながら迷路を通るルールに変更され、真上から「×」の付いている壁数か所が行き止まりだった。
四角形部屋時代に一度挑戦者の1人（鳶工事に従事する青年）が迷路の上に乗って強引にクリアしたことがあり、六角形部屋時代でも白虎社のパフォーマーが同様の行為でクリアしている。この行為は以後禁止とされたが、池に落ちる寸前に外壁にしがみついて近くのゴールに移動し、悪魔が怒り、池に落とされた者や、池の周りの土を渡ってゴールを通らずに脱出した者もいた。
池に落ちる際、挑戦者が悪魔を道連れにし敢闘賞を受賞するなどのエピソードもある。
既述のメンバー以外には岡田正典、上田馬之助、大富士も悪魔役を担当した。
他番組とのコラボレーションでは同局で放送していた『加トちゃんケンちゃんごきげんテレビ』にも登場し、加藤茶と志村けんが金剛と丹古母に追いかけられるシーンがあった。
第二砦
初回は地滑りしやすい急斜面をたけし軍団が投げ落とす岩の応酬をかわしながら走りぬいた後に、第一砦同様、水鉄砲と的を付けてたけし軍団との撃ち合いをしながら斜面頂上にある砦を通過すればクリアだった。
その後たけし軍団の刺客と1対1（または複数対1）で水鉄砲で撃ち合い、相手の的（挑戦者は水鉄砲の上部に取りつけられており、たけし軍団のメンバーも概ね挑戦者同様に水鉄砲の上部だったが、後述の着ぐるみや持ち物に取りつけられることもあった。）を全て破ればクリアというルールに変更された（第5回のみ生き残った挑戦者全員とたけし軍団複数人との攻防戦で、全員の的は額に取りつけられていた）。たけし軍団は1度に1～3人登場し、人数及び的の数で、さらにたけし軍は傾斜の上から、挑戦者は下からのスタートだったため、本来なら必然的に有利になれるはずだが、ほとんどのたけし軍が動きづらい着ぐるみ姿で登場して自滅することが多く、守備隊長の城みちるが「安定した弱さ」と自ら発言していたこともあり、失格者が非常に少なかった（回ごとに1～2人程度）が、稀に着ぐるみが活躍した（一例として、たけし軍3人組で竜の着ぐるみを着ていたが、3人で挑戦者を囲み傾斜を滑りながら挑戦者の的を破いた）場合もあった。時にはたけしも戦闘機に扮して（「たけしの双子である影武者」という設定）登場し、攻撃軍と戦うこともあった。
ジブラルタル海峡
下に落ちないようにバランスをとり、吊り橋を横断する。人喰い穴手前の難関としてお馴染み。BGMはテレビ映画『コンバット!』テーマ曲。
パイロット版では一本の綱を掴んでの「レンジャー渡り」で、下の池に落ちると失格というルールだった。放送初回では池をネットに変更、しかし脱落者が出づらかったことから3回目からたけし軍側による迫撃砲で黒いバレーボールをぶつけて妨害するルールを追加。
その後横断方法が吊り橋に変更され、番組中盤では谷隊長が放つ金のバレーボールを挑戦者が受け取るルールを追加（金のバレーボールを受け取るまではたけし軍団は妨害してこない）。ボールを落とした場合は、受け取り地点に戻って再び受け取らなければならない。
一時期は吊り橋の表裏に障害物（岩）が付けられており、回によってはゴールの足場ではなくても橋の裏側をモンキー渡過の要領で進み、終点付近のネットの上に設置された緑色のカーペットまで到達できた場合でもクリアとなった。
人喰い穴
たけし城へ到達する最後の難関。5つの穴のどれかを選んで入る。うち2つの大念寺誠・渡嘉敷勝男が潜む罠の穴（TV画面上ではドクロマークまたは大念寺・渡嘉敷のパーソナルマークで表示）に入ると失格。外見では判別できないため運を要する。
挑戦者がなかなか罠の穴に入らない場合は移動することもある。これにより、移動先の穴に先に入っていた挑戦者が失格になる場合がある。
入り口で「よろい注」(初期のみキングコング)が邪魔をし、罠の穴に誘導されることもあった。
初期では大念寺・渡嘉敷が各々拳法着・トランクスを着用し、瓦割り・ジャブなどの殺陣を披露していたが、次第にギャグの度合いが増していき、かぶり物での扮装コントへと変わり、ナレーターが「お見苦しい物を見せた事をお詫び申し上げます」「忘れてくれ」など皮肉や文句を言うことが多かった。
穴の中の様子は映されず、挑戦者が罠の穴に入ると大念寺・渡嘉敷が雄叫び、コントの内容に沿った奇声をあげていた。挑戦者が多い場合、放送時間の都合上倍速になる回があった。
第1回から毎回登場していたゲームだが、末期（1988年秋以降）にはどんぶらこっこやスターウォーズに代わったこともある。中期の数回では穴の縁の部分が鳥の家を催したデザインとなっており、挑戦者は両腕に鳥の翼を装着し「鳥が家に帰る」という設定だったが、すぐに翼の装着が撤廃され、同時に穴の縁も一色になったため、最終的には「矢印」のようなデザインになっていた。また、親子大会では「パンダ穴」と名称を変えて登場した。
演出上、穴がたけし城へ通じるトンネルに続いているとされていたが、実際はただ穴が開いているだけである。
ザ・ロンゲストヤード
ラグビーボールを持ちながらアメフトのユニフォームの着ぐるみを着たたけし軍側の妨害をかわし、倒されずにゴールを目指す。妨害する人数は、男性挑戦者には7名（初期は8名）・女性挑戦者には5名。また、複数で挑戦する回や挑戦者がくじ引きでたけし軍の人数を決める回もあった。タイトルはアメフト映画『ロンゲスト・ヤード』から。
BGMはテレビ映画 『ACHIEVERS』の「Raw Energy(a)」。
アドベンチャーゾーン
横スクロール式テレビゲーム風デザインのアスレチックコースを、セット上部の悪魔メカが先にゴールに到達するまでにゴールを目指す。途中には金剛や仮面と黒タイツの妨害役や障害物が待ち構え、コースアウトして池に落ちたら失格。悪魔メカがゴールに近づくと警告音が鳴る。時間切れの場合も、中間地点にいる亜仁丸やゴール地点の丹古母に池へ突き落とされ失格。障害物は途中で一部マイナーチェンジされた。BGMはゲーム『ファンタジーゾーン』のBGM「PROME」。後期では一番人気の難関。
自由への壁
最初は竜神池の最後の関門であり、壁に張られた4つの扉のうち1つを選んで破れることができればクリア（回によっては2つ越えなければならない）だった。独立後は壁が4つに増え、全部通過できれば成功となる。破れない堅い壁の扉や、破れても網の張られた扉を選ぶと失格。途中で「よろい注」やキングコングが邪魔をする。
1つ目の壁は破れない壁が1枚（失敗率25%）。2枚目と4枚目は破れない壁が2枚（失敗率50%）。3枚目の壁は1枚が破れない壁で1枚は破れるがその先が網のトラップとなっている（失敗率50%）。 BGMは映画『影武者』の「閲兵II」。
2枚目と3枚目の間のよろい注がいる場所は足下がぬかるんでおり、2枚目の壁を破った勢いで水たまりやぬかるみに頭からダイブし、泥まみれになる者も多かった。また、破れない扉に当たるとその場で失格だが、一方で、体当たりの勢いで強引に破壊してしまいクリアした者や、扉に当たった反動でよろい注に体当たりし、さらにその反動で隣の扉を破りクリアした者などもいた。
スペシャル版京都予選では「京都四重の壁」の名前で登場。
遥かなる自由への壁
自由への壁をリニューアルし、最初の難関となったもの。扉が8つに増えたが堅い壁やネットに当たっても失格にはならない。挑戦者全員が一斉にスタートし、10枚の壁を抜けたらゴール地点で小麦粉の中からボールを探してクリア。BGMは映画『影武者』の「閲兵II」。
これは玉RUN
第二砦をリニューアルした「玉RUN砦」が舞台（守備隊長：城みちる）。コース上を転がり落ちてくる小さな岩や巨大な岩を、三箇所に存在する安全地帯を使いつつ避けながら、ゴールの頂上まで駆け上がる。安全地帯にはたけし軍団が待機し、挑戦者が長時間いられないようコース上に押し戻す。岩石に轢かれたら失格。岩石に触れても通路の端に逃げ、かすめる程度であればセーフ。岩石を真っ正面で受けて転落したり、安全地帯のたけし軍団を巻き添えにして転落する挑戦者もいた。BGMはゲーム『ボンバーマン』のアレンジ版。
バリエーションとして挑戦者がすまき状に体を縛られた状態で、巨大なドングリを避けながら坂道を上って行く「すまきで玉RUN」があったが、何らかの不具合か放火が原因と思しき火災に見舞われ、新聞では見出しに「不運!たけし城」と書かれるニュースにもなった。そのため、第76回の1度きりとなってしまった。のちにこの火事を消火した消防士が番組に出場した。BGMはテレビ映画 クリッター』の「Critter Skitter」。
どんぶらこっこ
水が流れる坂の上を、大きなお椀に乗って滑っていく。最終地点で池に着水した時に、お椀から落ちなければクリア。ただし、坂の上でお椀から落ちても着水までにお椀に戻ればセーフとなる。
アレンジ版として、スペシャル版の北海道予選での「すべってポン」（お椀の代わりにゴムチューブ状のソリを使用し雪上の斜面を滑り、ゴール地点までソリから落ちなければクリア）がある。
BGMは『スーパー･トリック･オー』の『グッドラック』。
すもうでポン
くじ引きで引いた球の色と同じ土俵のたけし軍側からの対戦相手を決め、相撲を取って勝てば合格。なお初期では勇士側から相手の指定があった場合はくじ引きなしで対戦することが許されていた。対戦相手は元力士（元二子山部屋三段目の忍竜、元九重部屋十両の大富士）から、上田馬之助、亜仁丸レスリーといった強豪枠、城みちる、大念寺誠、すがぬま伸などといった穴枠、最弱の起き上がりこぼし型人形“コニシキ君”（モデルは当時の力士・小錦（現：KONISHIKI））まで、実力差が極端で運任せな要素が大きかった。時には桂プロデューサーも対戦相手として登場した。
ごくわずかに忍竜に勝利、一歩手前まで追いつめた挑戦者もおり、敢闘賞10万円を獲得した。一方、コニシキ君に押し倒されて負けた者もいた。行司は初期はガダルカナル・タカ、後に渡嘉敷勝男が担当。
バリエーションに、土俵の周りが海の「すもうでチャッポン」（スペシャル版の沖縄予選で登場）、尻相撲で対戦する「尻ずもうでポン」（女子大生大会で登場）などがあった。
コンドルは飛んで行く
コンドルの着ぐるみを着て滑車の着いた紐につり下げられ、途中にある兎の人形を足で掴み巣に投下すればクリア。兎を捕れなかったり途中で落としたりしたら失格となり、終点でガスを吹きかけられる。
挑戦者にボールをぶつける妨害役のポップコーンはこのゲーム以降、ラテンアメリカ風の衣装と「アミーゴ！」のセリフが定番となった。BGMはテレビ映画 『スタートレックIV 故郷への長い道』。
キノコでポン!
回転するキノコ型のセットにしがみつき、対岸まで渡りきる。キノコの取っ手は一か所だけで、女性挑戦者は補助具としてロープを使っても良い（雨天時は男性も使用可）。初期はゴール地点まで耐えればクリアだったが、後に着陸地点がコース途中の浮島に変更され、タイミングを見極めて着地しなければならなくなった。
なお、ゲーム名はハガキによる視聴者からの公募で決まった（採用者は特別招待されゲームにチャレンジし、成功した）。公募で命名が決まる前の仮タイトルは「グルグルキノコ」「未確認飛行キノコ」。BGMは映画『インディ・ジョーンズ』テーマ曲。
アレンジとして、スペシャル版北海道予選での「とうもろこしでポン!」（キノコ型からトウモロコシ型に変更）がある。
書道でポン
ダーツルーレットで書く漢字を決め、制限時間30秒以内に巨大な筆で坂になっている白いマスに書ければクリア。失格者はホースの水をかけられる。BGMはテレビ映画 『バリバリ伝説 PartII 鈴鹿篇』。
当たって完パイ
攻撃軍がサイコロで数字を決め、1～6の数字が書かれたケーキを模したセットに出た目の数字のボックスに入って顔だけ出し、江夏豊が投げるパイに当たらなければクリア。数字が大きいほど距離が遠くなり有利だが、1を出してしまうと江夏が腕を伸ばして届く場所になるため、必然的に直接パイを喰らう羽目になる。しかも、仮に一番遠い6が出てもパイに当たることが多く、運を要するだけでなく江夏のコントロール力にも左右される。BGMはゲーム『スカイキッド』のアレンジ版。
天国と地獄
初回の関門でのみ登場した「ターザン渡り」の発展版。ロープにしがみつき、ターザンのごとく対岸に着地する。途中で泥に落ちると失格。『SASUKE』のターザンロープの原型とも言える。初期は直線状に進むだけのものだったが、後に「新・天国と地獄」としてリニューアル、円形の軌跡を辿るようにぐるりと回って対岸に着地するルールになった。BGMはオッフェンバックのオペレッタ『天国と地獄』。
だるまさんがころんだ
10名の挑戦者が巨大なだるまの着ぐるみを着て、子供の遊びの「だるまさんがころんだ」の要領で坂を上っていく。坂の上に到着した先着で数人（だいたい4名）が合格。鬼役（主に島田洋七扮する“ガキ大将”、初期はそのまんま東が担当）が挑戦者の方を向いているのに動いたら失格となり、坂の下へ転がされる。転んで自滅しても失格。先着ゴールされた場合も鬼役に転がされて失格。転んだ挑戦者の巻き添えをくって失格になるケースも度々あった。BGMはアーケードゲーム『ソンソン』メインテーマ。
アレンジとして、スペシャル版北海道予選での「じゃが芋さん転んだ」（着ぐるみをジャガイモ型に変更）がある。
戦場に架ける橋
板の上に腹這いになり、池の上に作られたローラーの付いたレールを滑る。チキンレースの要領で、緑の矢印が書かれたゴール地点にぴったりたどり着けばクリア。通り過ぎて池に落ちると失格。また、ゴール地点に届かずに止まると岡田正典扮する“海坊主”が出現し池に突き落とされその場合も失格となる。BGMは同名の映画『戦場にかける橋』挿入曲。
バリエーションとして親子大会で登場した、子が飛行機型のボードに乗り、親が尾翼を押してレールを滑らせゴール地点を目指す「かわいい子には旅をさせろ」がある。こちらでは海坊主は悪ガラスとなる。
親子の重み/愛の重み
ペア大会（親子・カップル）限定ゲーム。水上に浮かぶシーソーの両端に2人で乗り、沈まないように歩調を合わせながら10台のシーソー全てを渡りきる。途中で池に落ちると失格。BGM 『ジャスト・ビトゥイーン・フレンズ」の『Bad News」
ローラーゲーム
芸能人大会（41回）で初登場。池の上にある複数の巨大な7本のローラー（芸能人大会は3本、第45回は5本）の上を落ちないようにバランスをとりながら渡っていく。BGMはアルバム『ゴジラ伝説II』の『怪獣大戦争マーチ』。
傷だらけのローラー
1本の巨大なローラーの上に乗り、足で転がし対岸へと進む。中間から坂の傾斜がきつくなる。たった3回で終了したが、たけし城のゲーム中で一番難易度が高いといわれている。『KUNOICHI』の「円柱乗」や『SASUKE』の「バランスタンク」の原型ともなっており、こちらも脱落者の多いエリアとして知られている。BGMはテレビ映画 『ゴールデン・チャイルド』。
カルタでお手柄
手の形をした巨大な着ぐるみに入って、読み上げられたカルタの取り札を他の人より早く取る（実際には札の上で倒れる）。初期の頃は1ゲームにつき挑戦者10人で行い、先着7人がクリア。後に挑戦者と妨害役のたけし軍団各5人ずつで行い、先着5人がクリア。読み手は城みちる（初回のみ金田一春彦）、判定はラッシャー板前、島田洋七、ポップコーン、亜仁丸レスリー等が担当。BGMはゲーム『スカイキッド』のアレンジ版。
バリエーションに、計算問題が出題され正解の数字の札を取る「カルタでお勉強」、イントロクイズ版の「カルタでドン」などがあった。また、スペシャル版では沖縄予選での「水中カルタでお勉強」（取り札がプールの底にある）、越後湯沢決戦での「温泉カルタ」（取り札が露天風呂の底にある）があった。
チャレンジ競馬
馬の着ぐるみとローラースケートを着用し、障害物コースでレースする。6人対戦でゴールした先着2人がクリア。BGMは『走れコウタロー』のアレンジ、実況役は初期は夏木ゆたか、後にナレーターの宮内が担当。本物の競馬同様写真判定もあった。出走者の中にたけし軍団のメンバーが1人混じり、彼より2着以内にゴールできないと失格になるという回もあった。
とびだせ青春!
マシン（マラドーナッテンノ君）が高く放つサッカーボールをキャッチする。足場が泥沼（スペシャル版の北海道予選では雪上）なので動きにくい。BGMは太陽がくれた季節（ゲーム名の元ネタとなったドラマ『飛び出せ!青春』の主題歌）のアレンジ。
じゃじゃ馬ならし
ロデオの馬型マシンに乗りながら、制限時間内に水鉄砲で紙紐が切れてコウモリ型の標的を落とせば成功。制限時間をオーバーしたり、ロデオから転落すると粉を吹き付けられて失格。BGMはテレビ映画 『Western（西部劇映画音楽集）』の「OK牧場の決闘 Gunfight At The O.K. Corral」。
まさかのドミノ
巨大な10数枚のドミノ牌の上を落ちないようにバランスをとりながら渡る。『筋肉番付シリーズ』の「スポンジブリッジ」や『KUNOICHI』の「倒連板」の原型ともなっている。難易度はかなり高く、1歩目ですぐ転落する挑戦者が非常に多かったが、中高生大会では身軽な故か比較的クリア率が高かった。
アレンジ版に、親子大会での「親子の絆」というドミノ牌が2列（子の方は小さめのドミノ）に並んでおり、親子が紐でつながれた状態で同時に渡ってゴール地点を目指すゲームがある。BGMはテレビ映画 「ラット・パトロール」。
君も宇野くん
プロ野球12球団のユニフォームの着ぐるみを着た状態で、ポップコーンや亜仁丸などが打ち上げるフライをキャッチする。ゲーム名は、1981年の試合中の珍プレー（宇野ヘディング事件）で有名な元中日ドラゴンズ選手・宇野勝に由来。BGMはジェームス・ラストの『Vibrations』。
アレンジとして、スペシャル版鹿児島予選での『がんばれダイエーホークス」、京都予選での「ガンバレ!阪神タイガース」（いずれもバレーボールを網かごで受け取る）がある。
アニマルBANG（ドカン）
亜仁丸が所属していたパ・リーグ6球団のユニフォームを模した大きな着ぐるみ（「君も宇野くん」のものと同型）を着て、平均台を進みゴールを目指す。落ちたら失格。途中で亜仁丸の投げる振り子型の巨大野球ボールによる妨害が三ケ所あるが、その勢いは亜仁丸の気まぐれで左右されることが多く、加えてボールの勢いも強かったことからクリア率は異様に低い。BGMはテレビ映画 「アニマルのテーマ」。
跳んでおめでとう!
棒高跳びの要領で池をわたり、対岸に着地する。池に落ちると失格。オランダのスポーツ「フィーエルヤッペン」が元ネタ。BGMはテレビ映画 『ロサンゼルスオリンピック公式アルバム』より「Power」。
コリントでポン!
球状のカプセルの中に入り、巨大なコリントゲームを模したセットを転がる。ドクロのボックスに入ると失格。カプセルがどの方向に転がるか解らずほぼ運任せであった上、カプセルの速度が速く平衡感覚がなくなる上に先が全く見えないという挑戦者の恐怖感が強かったことからたけしからも不評（閉所恐怖症の挑戦者を気遣う発言もあった）であり、数回で終了。跡地は「どんぶらこっこ」となる。BGM不明。
玉ったもんじゃない
巨大なコリント台の上からボールを落とし、下に駆け降りてダイブしながら鍋でボールをキャッチする。途中でのボールの位置は谷隊長（親子大会の場合は子供）がナビゲートしてくれるが、最終的にはボールが転がり落ちる一瞬が頼り。また、ボールを落とす場所を誤ると障害物にほとんど当たらず、階段を降りきる前にボールが落下してしまうこともあった。後にコリント台の先に半透明の板が設置され、ボールの位置がわずかながら分かりやすくなった。ダイブした先は泥沼で、成功しても失敗してもほとんどの確率で泥まみれとなるが、ごく稀に足元以外を一切汚すことなく成功する挑戦者もいた。本放送終了後に放送されたスペシャル版の九州予選では、有明海の干潟にセットが組まれた。BGMはテレビ映画『ドミニオン』。
引っぱり地獄
数本のヒモから1本選び壁の向こうの見えない対戦相手と綱引きをする。運が悪いと、金剛・丹古母・亜仁丸・馬之助の4人組、牛やブルドーザー等と対戦する羽目になる。運が良ければ、すがぬま伸や当時アイドルの畠田理恵、子豚等と対戦するということもあった。BGMはテレビ映画 【綱の選択中】アーケード『スクランブルフォーメーション』の「Dot Shooter」 【対戦中】服部克久『音楽畑2 Juicy and Crispy』の「じゃぽにか」。
ペッタンコ
マジックテープ製の粘着スーツを着ている挑戦者が、ロープに括りつけてある棒を握ってぶらさがり、対岸の壁に貼り付くという、『東京フレンドパーク』の「ウォールクラッシュ」の原型ゲーム。見事壁に貼り付くと成功。失敗すると亜仁丸扮する“蜘蛛男”やポップコーンから放水の罰を受ける。壁に貼り付いたものの剥がれて池に落ちて失敗となる場合もあった。BGMは『ファースト・ミッション』。
まわってコマネチ
時計回りに回転する2本の平均台を渡りゴールを目指す。平均台から落ちたり、移動途中に天井から吊るされているドクロの壁に衝突したり、座った場合は失格。その後「まわってコマネチII」へリニューアルの際、粉のクッションが下に敷かれていたものが池に変更されたがこちらは2回で終了。なお、コマネチはたけしのギャグである。BGMはゲーム『ナッツ&ミルク』のアレンジ版。
ビーチボーイズ&ギャルズ
動くサーフボードに乗り、直線状のコース上下に配置されたサメ型・ウーパールーパー型の障害物をかわしてゴールする。途中で落ちるか障害物に引っかかると失格。後にまわってコマネチと合体し「まわってビーチボーイズ&ギャルズ」となった。
まわってビーチボーイズ&ギャルズ
回転する平均台の先に着けられたサーフボードに乗り、ウーパールーパー型の障害物をかわしてゴールする。池に落ちると失格。途中で島田洋七扮する“島娘”（一部の回ではポップコーン）のいる島に上がり、その端で再びサーフボードに乗るが、乗りそこねても洋七に池に突き落とされて失格となる。カップル大会ではスタート地点〜中間の島は男性が挑戦し、島〜ゴール地点は、島で待機していた女性が挑戦。途中で失敗すると、島で待機するパートナーも池に突き落とされる。BGMはザ・ビーチ・ボーイズの『サーフィンUSA』のインストゥルメンタル版。
がんばれホエールズ
クジラのハリボテをかぶせた自転車を漕ぎ、凸凹道、シーソーがある曲がりくねったコースを通り抜ける。途中に黒色のバレーボール砲弾での妨害が入る（妨害役はストロング金剛と丹古母鬼馬二が担当）。途中で倒れたら失格。BGMはゲーム『スターソルジャー』のアレンジ版。スペシャル版京都予選では「南極物語がんばれホエールズ」としてスケート場氷上にセットが組まれた。
地震だ爺さん
男性は爺さん、女性は婆さんのカツラと衣装をつけた挑戦者5人ずつが重ねた座布団の上に正座し、起震車のような構造の部屋で規定時間が過ぎるまで地震のような激しい横揺れに耐える。大きな直方体のスポンジ上に座布団が重なっているため、非常にバランスは悪い。座布団は崩れても良いが、本人が床に接触した時点で失格となる。BGMはアルバム『ゴジラ伝説II』の『地球防衛軍』。
バリエーションに親子大会ではカメの着ぐるみを着た親の上に浦島太郎に扮した子供が乗る「地震だカメさん」、高校生大会では二宮金次郎の扮装をする「地震だ金次郎」があった。
スターボーリング
ボウリングのピンの形をした着ぐるみを着て、ボウラーが転がす巨大ボールに耐える。倒れたら失格。10人ずつ挑戦し、ピンの位置は事前にトランプを引く抽選で決まる。後方両端の7・10番が有利とされている。足が縛られている上、男性はハンデとして後ろ向きに待機する。
初期はプロボウラー中山律子がボウラー役で出演した。後にボウラー役を担当した城みちるは1度の回で2回ガター（挑戦者10人×2ゲームの計20人は実質無条件で全員通過）を出すというミスを犯し、「おしおき洞窟」でクレーンで吊るされながら放水を喰らうお仕置きを受けた事がある。
アレンジ版として、スペシャル版北海道予選での「雪だるまさんがころんだ（雪だるまさんすべった）」（氷上で雪だるま人形1体の後ろに雪だるまの着ぐるみを着た5人が待機し、亜仁丸が投げる巨大パックに押されて台から落ちると失格。「スターボーリング」とは逆に、前方の1・2番が有利）がある。BGM 不明
街かどテレビ
名前の元ネタはテレビ番組の『街かどテレビ11:00』。2回目以降本家の司会である大木凡人が進行役に起用された。スナックバーを模したセットでカラオケを歌詞を見ずに歌うことができたら合格、アシスタントのバニーガールに迎えられて出口へ誘導される。歌えないとヤクザに扮した判定役（関山耕司・横溝貴之など）につまみ出され失格となる。
曲のジャンルは演歌、ポップス、フォーク、童謡、洋楽に至るまで幅広く、歌う曲目は完全に運次第。緊張のあまり歌えなくなったり、知らない歌を即興の替え歌や他の歌でごまかす者もいたが、判定役の裁量で合格となったり敢闘賞をもらった挑戦者も幾人かいた。初期ではたけしや家老が野次馬の客兼選曲兼判定役として顔を出していたが、次第に守備軍のメンバー=野次馬、大木→関山=判定役へとその役割が代わっていった。
スペシャル版の北海道予選ではヤクザ役の代わりに着ぐるみのタコの墨を顔にかけられた。「ラジオ体操第2」のBGMが流れ、体操をした挑戦者が合格になったケースもある。
番組末期ではスナックバーのセットが時代劇の茶店風のオープンセットに変更され、ヤクザ役は浪人侍（金剛・丹古母。失格になると顔面を墨で黒く塗られる）、バニーガールは茶店の娘（冬の陣III・鹿児島予選ではミス桜島が担当）、野次馬客はゴロツキ町人（渡嘉敷・大念寺）となった。
スターウォーズ
隕石を模したゴンドラに乗って進んでいき、待ち構える渡嘉敷・大念寺やたけし軍団の攻撃（黒いバレーボールの迫撃砲、光線銃）を避け、ゴールのたけし城前を目指す。挑戦者は光線銃で敵の的を打つかそのまま自分の的を撃たれずにゴールたどり着けばクリア。タイトルの由来はジョージ・ルーカスの映像作品『スター・ウォーズ』。

### 最終戦
すべての難関を突破すると、たけし城に続くトンネル（実際は人食い穴挑戦時に潜るトンネル）の出口からたけし城前に挑戦者が登場。谷隊長に「よくぞ生き残った我が精鋭達よ!」と迎えられる。簡単な自己紹介とインタビューのあと、谷隊長が「それでは気合を入れて頑張って欲しい、いいなぁ!!」と気合を入れ、挑戦者が「オー!!」と応じ最終戦に突入する。BGMは番組テーマ曲であり、勝敗決定直後を除き、エンディングまで流される。

#### 城内戦
事前特番、第1～4回では、直接たけし城に攻め込み、水鉄砲で撃ち合う方式だった。たけしの的を破れば、攻撃軍の勝利となる。たけしの的がかなり穴が小さい上に、動く砦に身を潜める戦法を使う、さらに地形的にも攻撃軍はたけし城を登りながら戦わなければならず、マシンガン部隊が所持する特製のライフル型水鉄砲の性能も高く、攻撃軍の勝ち目は無かった。

#### カート戦
第5回から導入される。谷隊長の「乗り込めー!!」との号令とともに攻撃軍は戦車に乗り込む（この間カート戦がスタートするまでの間、たけし軍側の打ち合わせもあり）。そして谷隊長の「行けー!!」のかけ声と、たけし戦車の号砲とともにカート戦がスタートする。攻撃軍とたけし軍が水鉄砲で互いの戦車の的を破く。攻撃軍がたけし戦車の的を破くと攻撃軍の勝利となり、的を破った挑戦者が賞金100万円獲得となる。特別編にて100万円を獲得した挑戦者の使い途などが放送されたこともある。
しかし、軍団による守りが固いうえにたけし戦車の性能は高く、高速で逃げたり、重量を活かした体当たり戦法で挑戦者のカートを弾き飛ばしたりでき、特製のライフル型水鉄砲の性能も高く、攻撃軍はなかなか勝てなかった。たけしはカートの的が破られそうになると、的を身体ごと、あるいは手で覆うなど卑怯な戦法をとる事もあった。
初期は攻撃軍のカートは最大6台で、7人以上生き残ったら1台に2人乗ることになったが、第29回から人数分カートが用意された。それでも足りない場合は1台に2人乗り運転側と攻撃側で分担する。原則たけし戦車1台・たけし軍団戦車5台と戦うが、たけし軍側は操縦役と射撃役の2人から3人が搭乗し、それぞれの役目に専念できるため攻撃軍より有利であった。攻撃軍が残り少ない場合ハンデとしてたけし戦車1台のみで戦ったり、多数残った場合1対1で総当たり戦を行い、ラスト1台でたけし戦車が登場することもあった。なおたけし軍団の大多数が謹慎中の間などは、他の関門を守る軍勢が代わりにカートに乗り込んでいた。末期には、ラッシャー板前がパンツ一丁で段ボール製の戦車ボディーを身に纏った「歩く戦車ラッシャー号」として、攻撃軍に立ち向かったこともある（攻撃を受けると、ヘルメットにつけられた花火が爆発する）。
子供大会などではカートのデザインが攻撃軍スズメバチ型、たけし軍カブトムシ型などに変更された。たけし軍団用の戦車の的は攻撃軍用より若干後ろの位置に設置されていた（スズメバチやカブトムシ、クジラ型戦車の時は双方共同じ位置）。カート戦の模様は上空からの中継だけでなく車載カメラでも撮影されており、この映像も要所で挿入されて最後の戦いを盛り上げた。初期の谷隊長はただ見守ったりアドバイスを送るのみだったが、挑戦者が少ない時はカートに参戦することもあった。
第88回でのリニューアル後、銃は光線銃に変更された。それに伴いカートも新しくなり、光線が的に当たるとカート前部（たけし戦車は後部）が爆発すると同時に、車体に設置された大量のパトライトが点灯するシステムになった。また、谷隊長も毎回カートに参戦するようになった（谷隊長のカートは通常の攻撃軍戦車と同型で赤く塗装され、後部にTANIのロゴがあった）。水鉄砲に比べ運の要素や攻撃の差があまり出なくなったこともあって、100万円獲得者が出やすくなり、攻撃軍の通算8勝のうち6勝は光線銃戦での勝利である。
それでも40戦しての6勝と、たけし軍の方が圧倒的に優勢で中には13人+谷隊長で挑みながら負けた回もある。この原因としてたけし軍の方がやり慣れているのもあったが、攻撃軍にチームワークがまるでなかったというのも大きかった。谷隊長は「まずは軍団から潰し殿の守りを薄くして、集中攻撃をかけろ」という作戦を伝えていたが、結局皆自分が100万円の殊勲者になりたくて殿にばかり一目散に向かっていくため回りが見えず、軍団から狙い落とされて勝てるチャンスをみすみす潰した回が多かったと後年谷隊長自身が語っている。

### エンディング
カート戦に決着がつくと同時に、勝者サイドを称えるが如く、たけし城に花火が上がる（BGMは、攻撃軍敗戦の場合はCMジングルと同一の曲、勝利の場合はテーマBGMの一部分をアレンジしたファンファーレ）。
攻撃軍敗戦の場合、敗戦の弁を残し逃げ去る谷隊長の姿と、城壁の上に勢揃いし勝ち誇った末にたけし（たけし不在時は家老）を中心に雄たけびを上げるたけし軍の姿、続けて出場者・スタッフロールとともに挑戦者の敢闘シーンを放送。攻撃軍勝利の場合、たけし戦車の的を射抜いた出場者に谷隊長から賞金100万円が授与され、カート戦まで進出した他の出場者とともに雄たけびを上げ、挑戦者の敢闘シーンに接続する。どちらの場合も挑戦者募集告知テロップが挿入されていた（宛先は「風雲たけし城『たけちゃんと遊ぼう!』係」と表示）。ナレーターによる締めの文句は基本的に「参加してくれたすべての人々に、ありがとう」。

### デモンストレーション、コント
たけし不在の時期にアトラクション冒頭でたけし軍団が着ぐるみなどの扮装でゲームに挑戦するデモンストレーションが挿入された。このデモンストレーションで失敗した軍団員たちは「おしおき洞窟」で裁きにかけられた。島田洋七扮する“鬼婆”の「大殿様のお怒りじゃー!!」の叫びと共に、壁面の「大殿」の顔から煙が吹き出し、有罪と判定された1-2人が放水を受けたり空中に吊り上げられる罰ゲームを受ける。なおこのコーナーは姉妹番組である『号外版 風雲!たけし城』（後述）にて「おしおき地獄」として引き継がれた。
1988年（第88回）の番組リニューアル後は、緑山スタジオまたはスタジオセットでたけし軍団が罰ゲームに近いゲームに挑戦したり、城主と家老があの手この手で谷隊長を倒そうとするが必ず失敗するパターンのコント、時代劇や映画、サスペンスドラマのパロディコントなどのコントコーナーが導入された。

### 敢闘賞
珍プレー・好プレーなどを見せた挑戦者には「敢闘賞」として賞金10万円（学生大会では奨学金5万円）が贈られた。複数回敢闘賞を受賞した者、大活躍して特別敢闘賞11万円と割り増しで贈られた者も存在する。ゲーム別ではジブラルタル海峡での受賞者が多く、カート戦で攻撃軍が敗れた場合も、最も活躍したりたけしを追い詰めた挑戦者には敢闘賞が出る事が多かった。第73回、第100回、第106回では、これら敢闘賞受賞者が集結して難関に挑戦した。

## 放送リスト
| 回数         | 放送日     | サブタイトル                                                                                  | 参加者数        | 最終戦 進出者数 | 敢闘賞 受賞者 | 特記事項 |
| ------------ | ---------- | --------------------------------------------------------------------------------------------- | --------------- | --------------- | ------------- | --- |
| SP           | 1986.4.29  | 風雲! たけし城 たけし城のすべて                                                               | 不詳            | 不詳            | ─             | 事前特番及びパイロット版。家臣の谷隼人に奪われたたけし城を奪還すべく、攻撃隊長であるたけしが攻撃軍と共に城を目指し、ゲームを攻略していく。攻撃軍は男性のみ。 |
| 1            | 1986.5.2   | ついにスタート痛快なりゆき番組お城で大騒ぎ                                                    | 100人           | 3人             | 3人           | 関門ごとではなく、関門突破に挑む勇士ごとの動向をメインとした構成になっており、近代的なセットの城内でたけしと石倉が攻撃軍の様子を伺うというドラマに近い内容であった。寺島進出場。 |
| 2            | 1986.5.9   | 謎の新兵器バズーカ砲                                                                          | 100人           | 5人             | 3人           | 後に番組の最常連となる挑戦者（造園会社社長、計25回出場）が最終戦で敢闘賞を受賞。 |
| 3            | 1986.5.16  | 城主たけしの毒舌爆発・守るも攻めるもギャグ目一杯・無敵の新兵器も登場                          | 97人            | 6人             | 3人           | |
| 4            | 1986.5.23  | 早くも落城の危機・助けを求めたけちゃんオロオロ                                                | 101人           | 5人             | 3人           | 寺島進、玉袋筋太郎出場。 |
| 5            | 1986.5.30  | 連戦連敗の谷隊長がついに怒った・無敵の戦車軍団に出撃命令                                      | 100人           | 6人             | 3人           | カート戦導入、玉袋筋太郎、工藤めぐみ、コンバット豊田出場。 |
| 6            | 1986.6.6   | ますます歯止めがきかなくなっちゃった・怪人の叫び迫撃砲がうなる・外人精鋭部隊も登場            | 101人           | 3人             | 3人           | |
| 7            | 1986.6.20  | なんだこれは、謎の空飛ぶキノコ出現・遂にウルトラマン攻撃に参加                                | 120人           | 4人             | ─             | 谷隊長欠場、ウルトラマンが攻撃隊長。現在欠番。 |
| 8            | 1986.7.11  | 豪雨注意報・たけしも真剣・泥まみれ大決戦・バカウケ新兵器王貞治攻撃                            | 120人           | 5人             | 3人           | |
| 9            | 1986.7.18  | たけし城炎上 たけしが負けた?                                                                  | 93人            | 5人             | 3人           | キノコでポンの名前募集の告知が行われる。「決死の暴走列車」登場（ジェットコースター風の乗り物に乗って池に突入し、浮島に飛び移る）。たった2名しか失格せず、この回のみで終了した。個人戦としては最小人数。カート戦では衝突で立ち往生したたけし戦車の的に、挑戦者の1人（自営業を営む34歳の男性）が偶然に水鉄砲そのものを突き刺して破ったが、前述の事故が判明して無効となり攻撃軍敗北。この挑戦者は敢闘賞を受賞した。 |
| 10           | 1986.7.25  | 海賊船VS鯨軍団大海戦                                                                          | 113人           | 4人             | 2人           | 武者人形初登場、名前を視聴者から募集。挑戦者の1人（鉄筋工の男性）が悪魔の館の壁を乗り越え強引にクリアする行為を行う。この挑戦者はカート戦まで生き残り、特別敢闘賞11万円を受賞した。この回からたけし戦車が軍団の他の戦車と異なる特別仕様となる。この回は海賊旗を掲げた捕鯨船というデザインで、つまみ枝豆の乗る戦車に衝突して破壊してしまう攻撃力を見せた。                                                        |
| 11           | 1986.8.8   | 夏休み特別企画第1弾"全国子供大会"ウルトラマンの応援でチビッコ精鋭150名大攻撃                  | 140人           | 15人            | 15人          | 第一回子供大会、ウルトラマン登場、敢闘賞は奨学金3万円、現在欠番。 |
| 12           | 1986.8.22  | 夏休み特別企画第2弾・21ヵ国の国際連合軍ついに総攻撃                                           | 122人           | 5人             | 3人           | 第一回外国人大会。副隊長チャック・ウィルソン登場。敢闘賞受賞者のうち二人は姉妹であり、ダブル受賞となった。 |
| 13           | 1986.9.5   | 特別企画第3弾・激情親子大会                                                                   | 68組 （136人）  | 6組 （12人）    | 3組 （6人）   | 第一回親子大会。トーチカ登場。 |
| 14           | 1986.9.12  | 雨なんかくそくらえ?谷隊長の絶叫・精鋭たちの強烈アタック                                       | 123人           | 5人             | 3人           | 「すもうでポン」初登場。玉袋筋太郎、水道橋博士(後の浅草キッド)出場。 |
| 15           | 1986.9.19  | 遂に出た・恐怖の人間コリントゲーム                                                            | 120人           | 9人             | 3人           | 「コリントでポン」初登場。すもうでポンにプロデューサーが出演。漫画家藤臣柊子、青山剛昌、毎日放送アナウンサー子守康範出場。武者人形の名前が「よろい注」に決定。 |
| 16           | 1986.9.26  | これはびっくり・新装悪魔の館                                                                  | 112人           | 6人             | 2人           | 「グレートハンター」初登場。悪魔の館がリニューアル。 |
| 17           | 1986.10.3  | 風雲!たけし城スペシャル史上最大の作戦                                                         | 15人            | 15人            | ─             | たけし城一回目の落城。たけしと三太夫と軍団が全関門に挑戦。一般挑戦者はなし。各関門一人クリアが出た時点でクリアというルール付き。随所にはたけし、石倉をのぞく全出演者の経歴・プロフィール・代表作などが紹介された。 |
| 18           | 1986.10.10 | 谷攻撃軍全滅!?過激・強烈・超難度新関門続々登場                                                | 112人           | 3人             | 4人           | |
| 19           | 1986.10.17 | 豪快人間ボウリング・中山律子も真っ青                                                          | 113人           | 7人             | 1人           | 「国境の沼」初登場。 |
| 20           | 1986.10.24 | 過激カート戦…たけし車が故障・危うし殿?                                                        | 109人           | 9人             | 9人           | 「人間ボウリング」初登場。たけし戦車が挑戦者のカートに衝突した際に操作系統が故障・擱坐し引き分け。カート戦進出者全員に敢闘賞。 |
| 21           | 1986.10.31 | 都道府県選抜全国大会                                                                          | 94人            | 4人             | 5人           | 第1回都道府県選抜全国大会。「街かどテレビ」初登場。 |
| 22           | 1986.11.7  | 雨の大激戦・生き残りたった1名                                                                 | 109人           | 1人             | 3人           | 戦場リポーター・稲川淳二初登場。キノコでポンが復活。 ただ1人のカート戦進出者は敢闘賞割増しで12万5千円。渡嘉敷、大念寺はデーモン小暮とゾンビの扮装で登場したが、挑戦者が1人だけだったため、続くカート戦にも参加した。 |
| 23           | 1986.11.14 | 雨中の大進軍・女性パワー爆発・美人妻が決勝進出。                                              | 115人           | 3人             | 3人           | 悪魔の館でストロング金剛を道連れにした挑戦者がおり、敢闘賞を受賞した。渡嘉敷、大念寺は前回と同様の扮装で登場。悪女隊、浜ッ子DICE出場。 |
| 24           | 1986.11.21 | 剛腕投手江夏豊に挑戦新ゲーム当たって完パイ・谷隊長悲願なるかカート戦?                         | 106人           | 3人             | 4人           | 「当たって完パイ」登場（この回のみで終了）。 |
| 25           | 1986.11.28 | 殿思わず興奮新ゲーム"だるまさんが転んだ"上田馬之助恐怖の一声で大爆笑                          | 116人           | 5人             | 1人           | 「だるまさんが転んだ」初登場。番組最高視聴率24.7%獲得。 |
| 26           | 1986.12.12 | 驚異バカウケ新ゲーム続々登場"がんばれホエールズ""国境の関所"                                  | 104人           | 8人             | 3人           | 「がんばれホエールズ」、「国境の関所」初登場。 |
| 27           | 1986.12.19 | 本年最後の大決戦・ますます快調"だるまさんが転んだ"                                            | 108人           | 9人             | 4人           | |
| 28           | 1987.1.2   | 新春豪華版風雲!たけし城スペシャル全国制覇冬の陣                                               | 375人           | 9人             | 6人           | 京都、沖縄、北海道、関東から挑戦者が集結。ビートたけしくん人形初登場。各地で難関に挑んで勝ち残った挑戦者が緑山に集結した。難関は雪山でだるまさんが転んだ（北海道）ひょっこりひょうたん島・すもうでポン（沖縄）、宇治河畔での難関突破（京都）など。 |
| 29           | 1987.1.9   | 緑山に響きわたる乙女たちの悲鳴                                                                | 121人           | 6人             | 3人           | 「じゃじゃ馬ならし」初登場。2007年6月まで欠番、以降解禁。本回からカート戦で攻撃軍の人数分カートが用意された。 |
| 30           | 1987.1.16  | 妙技珍技続出に思わず脱帽?                                                                     | 118人           | 8人             | 3人           | 番組最年長57歳の挑戦者が出場。 2007年6月まで欠番、以降解禁。 |
| 31           | 1987.1.23  | ついに出た100万円 攻撃軍圧勝                                                                  | 116人           | 10人            | 1人           | この回からビートたけしくん人形がレギュラーに。攻撃軍初勝利。攻撃軍が開始直後にたけし人形のカートを取り囲むことに成功した。 |
| 32           | 1987.1.30  | 鳥になれ─恐怖の空中新ゲーム"コンドルは飛んで行く"                                             | 100人           | 5人             | 3人           | 「コンドルは飛んで行く」初登場、細川たかし出演。 |
| 33           | 1987.2.6   | これぞ究極のパン食い競争                                                                      | 109人           | 6人             | 3人           | |
| 34           | 1987.2.13  | 史上最強のエジプト王たけし軍に特別参加                                                        | 113人           | 5人             | 2人           | |
| 35           | 1987.2.20  | とぼけた助っ人初登場・前川清                                                                  | 113人           | 4人             | 3人           | |
| 36           | 1987.2.27  | 特別企画・愛と興奮の"熱愛カップル大会"                                                        | 80組 （160人）  | 3組 （6人）     | 4組 （8人）   | あつあつカップル大会。シブがき隊が街かどテレビに挑戦。新・人間サイコロ登場。2007年7月まで欠番、以降解禁。 |
| 37           | 1987.3.6   | 驚異の新ゲーム続々と登場恐怖のサーフィン"ジョーズの逆襲"ガメラ突然の上陸                      | 113人           | 5人             | 3人           | ビーチボーイズ&ギャルズ登場。 |
| 38           | 1987.3.13  | 来たぞ来たぞプッツン細川たかし殿自己満足だけの世紀の大応援                                    | 107人           | 2人             | 4人           | 細川たかし出演、視聴者プレゼントが発表。2007年6月まで欠番、以降解禁。 |
| 39           | 1987.3.20  | 遂に百万円獲得者出るか?精鋭10名カート戦に出撃                                                 | 118人           | 10人            | 3人           | 細川たかし出演。2007年6月まで欠番、以降解禁。 |
| 40           | 1987.3.27  | 白馬童子参上・山城新伍大いにほえる                                                            | 124人           | 4人             | 3人           | |
| 41           | 1987.4.3   | 風雲！たけし城スペシャル テレビ界初の大スペクタクル・各界勇士150人結集                        | 141人           | 16人            | ─             | 各界対抗大会。最優秀選手には賞金100万円が贈られた。現在欠番。 |
| 42           | 1987.4.10  | 第二回全国選抜親子大会                                                                        | 83組 （166人）  | 3組 （6人）     | 3組 （6人）   | 第二回親子大会。舟木一夫親子出場、カート戦まで勝ち残り敢闘賞。 |
| 43           | 1987.4.17  | 暴風雨警報発令・雨中決戦に攻撃軍燃える                                                        | 104人           | 6人             | 6人           | |
| 44           | 1987.5.1   | 一周年記念・新家老誕生に銀幕の大スターも駆けつける                                            | 115人           | 9人             | 3人           | おしおき洞窟登場。 そのまんま東、東国原英夫之守三太夫Jr.として新家老に拝命。 大和田正春、長峰由紀出場。 |
| 45           | 1987.5.8   | 強烈細川隆一郎大殿に全員ビビる                                                                | 115人           | 8人             | 3人           | |
| 46           | 1987.5.15  | 泣き叫ぶ精鋭&軍団・修羅の攻防戦に謎の渡世若衆殴り込み・果たしてどうなる?                      | 115人           | 4人             | 2人           | ドングリコロコロ登場。 |
| 47           | 1987.5.22  | 悪夢再び・危うしたけし軍                                                                      | 119人           | 10人            | 3人           | |
| 48           | 1987.5.29  | 軍団に金メダルのシゴキ・森末慎二の愛の特訓                                                    | 116人           | 2人             | 2人           | よいこの絵合わせ、チャレンジ競馬登場。すもうでポンでコニシキ君初勝利。 |
| 49           | 1987.6.5   | 人生相談・三ツ矢歌子姫の珍問奇答に三太夫大あわて                                              | 120人           | 9人             | 3人           | |
| 50           | 1987.6.12  | 悲鳴連発・新恐怖の川下りどんぶらこっこ                                                        | 131人           | 5人             | 3人           | どんぶらこっこ登場。 田端信之、小野田真之出場。 |
| 51           | 1987.6.19  | 水・水・水・気分そう快ゲームの連続                                                            | 109人           | 7人             | 2人           | |
| 52           | 1987.6.26  | 絶体絶命・殿のカートに3台の攻撃軍猛迫はたして?                                                | 115人           | 3人             | 3人           | |
| 53           | 1987.7.10  | 文句あっか?和田アキ子姫・恐怖のハリセンパンチさく裂・背スジも凍る過激ゲーム続出               | 106人           | 8人             | 3人           | |
| 54           | 1987.7.24  | お待たせ夏の大型企画・第二回都道府県選抜全国大会                                              | 94人            | 2人             | 5人           | 「風雲! たけし城音頭」が完成、出演者達で盆踊りを披露した。 |
| 55           | 1987.7.31  | 不詳                                                                                          | 142人           | 5人             | 3人           | ビートたけしが城主に復帰。2008年6月まで欠番、以降解禁。番組最年長（記録更新）の62歳の挑戦者が出場。 |
| 56           | 1987.8.14  | 夏休み特別感動企画・親子大会                                                                  | 97組 （194人）  | 8組 （16人）    | 2人           | 人喰い穴の『ドラえもん』と『ドラゴンボール』のパロディコントはCS放送時にはカット（挑戦者失格時の渡嘉敷・大念寺の声はそのまま放送）。 |
| 57           | 1987.8.21  | 殿が砲手に変身・手に汗にぎる戦車戦                                                            | 118人           | 4人             | 3人           | |
| 58           | 1987.9.4   | スリリング・超過激・暑さも吹き飛ぶ面白ゲーム満載                                              | 110人           | 7人             | 3人           | |
| 59           | 1987.9.11  | 絶体絶命・最大の危機・五人の精鋭が殿を追い詰めた                                              | 126人           | 8人             | 7人           | |
| 60           | 1987.9.18  | 第1回全国中高生大会                                                                           | 126人           | 5人             | 7人           | 敢闘賞は奨学金5万円。 |
| 61           | 1987.9.25  | 台風もなんのその・雨にも負けず風にも負けない精鋭たちの熱気果たしてどうなるか?                 | 126人           | 5人             | 3人           | |
| 62           | 1987.10.2  | 風雲!たけし城スペシャルたけし軍世界最強の総攻撃                                               | 57人（匹）      | 57人（匹）      | 1人           | 谷に城を陥落されたたけしが、着ぐるみ・かぶりもの・コスプレによる軍勢を率いてアトラクションに挑む。2011年5月まで欠番、以降解禁。CS放映時は一部シーンカット（冒頭シーンの『ウルトラマン』本編からの映像、「すもうでポン」のウルトラの母の取組、「どんぶらこっこ」のレッドキングや「ジブラルタル海峡」のバルタン星人の挑戦など）。                                                                                  |
| 63           | 1987.10.9  | 殿の新戦法・ろう城作戦に攻撃軍カート戦勝利なるか?                                             | 109人           | 9人             | 3人           | |
| 64           | 1987.10.16 | 果たしてどうなる?ほろ馬車作戦に攻撃軍カート戦勝利なるか?                                      | 116人           | 4人             | 3人           | |
| 65           | 1987.10.23 | 精鋭たち大ハッスルで金剛・丹古母真っ青、抱腹絶倒、緑山のベン・ジョンソン                      | 108人           | 7人             | 3人           | |
| 66           | 1987.10.30 | 攻撃軍の先制パンチで殿に異変?爆笑対決西武VS巨人                                               | 108人           | 7人             | 3人           | |
| 67           | 1987.11.6  | 波のり豪快・新ゲーム絶好調                                                                    | 119人           | 3人             | 3人           | |
| 68           | 1987.11.13 | 二匹の悪魔は美女がお好き・女性リポーターの運命は?                                             | 124人           | 5人             | 2人           | 薬袋美穂子(「そこが知りたい」レポーター)出場。 |
| 69           | 1987.11.20 | 出現"ザ・ロンゲストヤード"迫力の肉弾戦・負けないわよ、中山律子"スターボウリング"ご期待        | 120人           | 9人             | 3人           | ザ・ロンゲストヤード登場。 |
| 70           | 1987.11.27 | 激写・ドキュメント"公開断髪式"水島新司・男の約束守ったぞ                                      | 113人           | 8人             | 1人           | 水島新司断髪式、現在欠番。 |
| 71           | 1987.12.11 | 寒さを吹き飛ばせ・今日も魅せます水の競演                                                      | 111人           | 4人             | 2人           | キョンシーに扮した挑戦者（最優秀敢闘賞受賞）初登場。 |
| 72           | 1987.12.18 | 話題のアニマル初登場・軍団と大乱闘?その怪力に稲川真っ青                                       | 109人           | 5人             | 2人           | |
| 73           | 1987.12.30 | 豪華版 風雲！たけし城スペシャル 全国制覇冬の陣II                                              | 342人           | 6人             | 5人           | 沖縄、大阪、北海道、歴代敢闘賞受賞者から挑戦者が集結。キョンシー二度目の出場。 |
| 74           | 1988.1.8   | ほえる・亜仁丸巨大ボールで豪速球                                                              | 100人           | 3人             | 2人           | 田端信之出場。 |
| 75           | 1988.1.15  | 厳寒の日・熱気ムンムンギャル軍団総攻撃                                                        | 104人           | 17人            | 4人           | 新春女子大生大会。カート戦進出者数は番組史上最多の17人、最後まで残った3人には敢闘賞三等分の3万3333円。 |
| 76           | 1988.1.22  | 豪快・転落者続出・すまきで急坂登り初登場                                                      | 110人           | 4人             | 3人           | すまきで玉RUN登場（火事焼失によりこの回のみで終了）。 |
| 77           | 1988.1.29  | 大笑いシーン続出の竜神池                                                                      | 105人           | 3人             | 2人           | |
| 78           | 1988.2.5   | 笑いと汗と涙の感動巨編 親子パワー爆発・あっ殿の的に穴が100万円だっ                            | 100組 （200人） | 7組 （14人）    | 1組 （2人）   | 親子大会、たけし戦車の的に小さな穴があいていたことが判明し、判定の結果攻撃軍の勝利に。100万円はカート戦進出組全員で山分け。 |
| 79           | 1988.2.12  | なるか?史上初の連続落城                                                                       | 127人           | 3人             | 2人           | |
| 80           | 1988.2.19  | 爆笑コント"違うデショ"に亜仁丸も挑戦?                                                         | 112人           | 5人             | 3人           | |
| 81           | 1988.2.26  | 絶叫・亜仁丸人間ボウリング                                                                    | 105人           | 5人             | 2人           | |
| 82           | 1988.3.4   | 新作ゲーム登場・あわれ泥だらけ続出                                                            | 106人           | 3人             | 3人           | |
| 83           | 1988.3.11  | 大好評・第2回インターナショナル大会                                                           | 118人           | 4人             | 2人           | |
| 84           | 1988.3.18  | 待望・大型企画・第三回都道府県選抜全国大会                                                    | 94人            | 6人             | 6人           | |
| 85           | 1988.3.25  | 祝・入学"カルタでお勉強"で成績アップ?                                                         | 100人           | 5人             | 2人           | |
| 86           | 1988.4.1   | 春の豪華版風雲!たけし城スペシャル雪の陣 壮絶・大雪原の攻防戦                                  | 154人           | 9人             | 4人           | 全編越後湯沢ロケ。カート戦は「雪上カート戦」(ルールは通常と同じ)で、たけし戦車を打ち破ると緑山のたけし城決戦に参加する権利が与えられることになっていたが、結果は全滅。なおこの回で敢闘賞を贈られた一人が後に100回の「敢闘者大会」で緑山に参戦している。 |
| 87           | 1988.4.8   | 痛快がんばれホエールズ                                                                        | 108人           | 7人             | 3人           | カート戦にビートきよし登場。すもうでポンで忍竜に勝利した挑戦者が出、敢闘賞を贈られた。 |
| 88           | 1988.4.22  | 過激新シリーズ開始・遂に出た百万円獲得者                                                      | 146人           | 6人             | 1人           | 番組リニューアル、新難関や城主・家老のコントなどを導入。光線銃戦初導入、攻撃軍3勝目。 |
| 89           | 1988.4.29  | 新企画・150人が泥まみれで壁に大突撃・殿爆弾でボロボロに                                       | 125人           | 8人             | 3人           | |
| 90           | 1988.5.6   | アメリカからの大応援団襲来・爆笑殿の七変化                                                    | 136人           | 5人             | 3人           | |
| 91           | 1988.5.13  | ズッコケ忍者具志堅に殿ア然                                                                    | 114人           | 6人             | 3人           | |
| 92           | 1988.5.27  | 殿もビックリ・バカ殿突然の訪問・アニマルがクモ男に変身・好調ペッタンコ                        | 111人           | 5人             | 2人           | |
| 93           | 1988.6.3   | 遂に飛行機も登場・城前の光線銃大決戦                                                          | 115人           | 5人             | 3人           | カート戦に飛行機登場。たけしがクレーンで吊った飛行機から援護射撃するようになった。 |
| 94           | 1988.6.10  | 突然の爆発で殿がひん死の重傷?飛び交うビーム・空中戦も交じえた大決戦大会                       | 112人           | 6人             | 2人           | 寺内たけし(当時ニッポン放送アナウンサー)出場。 |
| 95           | 1988.6.17  | 待望新企画・第一回各種有段者大会                                                              | 122人           | 5人             | 2人           | 第一回各種有段者大会。後の『まんだらけ』社長・古川益三が出場、カート戦まで進出。 |
| 96           | 1988.6.24  | 恒例第2回女子大生大会                                                                         | 114人           | 6人             | 3人           | |
| 97           | 1988.7.1   | 新兵器?水陸両用自転車に殿…ウ?                                                                 | 114人           | 5人             | 2人           | |
| 98           | 1988.7.15  | 大好評・夏の大型企画・第2回あつあつカップル大会                                               | 88組 （176人）  | 5組 （10人）    | 3組 （6人）   | |
| 99           | 1988.7.22  | 殿完敗100万円とられてしまいました                                                             | 94人            | 8人             | 2人           | 第4回都道府県選抜大会、攻撃軍4勝目。 |
| 100          | 1988.8.5   | 特別企画・"第100回記念大会"殿危うし・全国より最強敢闘賞軍団大集結                             | 114人           | 6人             | 3人           | 敢闘賞大会。歴代の敢闘賞受賞者から挑戦者が集結。特別敢闘賞20万円、最優秀選手賞100万円。 |
| 101          | 1988.8.12  | たけし軍と谷軍突然の休戦協定成立                                                              | ─               | ─               | ─             | 野球中継の試合中止のため雨傘番組として放送。総集編。 |
| 102          | 1988.8.26  | 好評大型企画"第5回親子大会"亜仁丸も馬之助もなんのその・親子パワー大全開・またまた登場新ゲーム | 111組 （222人） | 6組 （12人）    | 3組 （6人）   | 親子大会。 |
| 103          | 1988.9.2   | 夏休み中学生大会 美少女からツッパリまでヤングパワー大爆発                                     | 132人           | 7人             | 7人           | 中学生大会。敢闘賞は奨学金5万円。カート戦で攻撃軍はたけし軍団を全滅させ、東が搭乗するたけし戦車を撃破寸前に追い詰めたが敗北。カート戦まで生き残った全員に敢闘賞が贈られた。 |
| 104          | 1988.9.9   | 熱闘、親子大会                                                                                | 101組 （202人） | 7組 （14人）    | 2組 （4人）   | 親子大会。 |
| 105          | 1988.9.16  | 激闘、高校生大会                                                                              | 116人           | 4人             | 2人           | 高校生大会。敢闘賞は奨学金5万円。 |
| 106          | 1988.10.7  | 風雲!たけし城スペシャル世界制覇秋の陣                                                         | 105人           | 13人            | 5人           | 日本、アメリカ(KING OF MOUNTAIN)、オランダ(WAY OF LIFE)、台湾(百戦百勝)で製作されたたけし城をモデルとした番組の出場者から選りすぐられた挑戦者が集結。2017年8月まで行方不明 |
| 107          | 1988.10.14 | スポーツの秋はおまかせ下さい                                                                  | 124人           | 2人             | 3人           | |
| 108          | 1988.10.21 | 美人OL全員泥まみれ、遂に出た、これが究極の超悲惨ゲームだ                                      | 108人           | 2人             | 4人           | |
| 109          | 1988.11.4  | これは珍しい"マツタケとイガグリ責め"新趣向・殿と谷隊長のカラオケ合戦                          | 107人           | 4人             | 3人           | |
| 110          | 1988.11.11 | パワーさく裂、外国人大会                                                                      | 128人           | 5人             | 3人           | |
| 111          | 1988.11.18 | 殿絶賛、傑作ゲーム人間ファミコン                                                              | 131人           | 6人             | 3人           | |
| 112          | 1988.11.25 | 快調・充実・新趣向満載                                                                        | 116人           | 7人             | 2人           | 玉RUN砦の火事を消火した消防士三人組が出場。ラジオ番組「歌うヘッドライト」からパーソナリティー4人が出場。 |
| 113          | 1988.12.9  | ついにやった、親子ときずなの百万円                                                            | 109組 （218人） | 6組 （12人）    | 1組 （2人）   | 親子大会、昭和最後の攻撃軍勝利。 |
| 114          | 1988.12.16 | ついに出た、究極の名演技、ダブル敢闘賞受賞者出現                                              | 117人           | 4人             | 4人           | 敢闘賞のうち1人はダブル受賞。 |
| 115          | 1988.12.23 | クリスマス傑作ゲーム集                                                                        | 111人           | 3人             | 3人           | |
| 116          | 1988.12.30 | 超豪華！年末スペクタクル 風雲！たけし城スペシャル 全国制覇冬の陣III                           | 331人           | 6人             | 7人           | 沖縄、北海道、鹿児島、特別選抜から挑戦者が集結。 |
| 117          | 1989.1.6   | 新春精鋭大会、何とカート戦に9人進出                                                           | 110人           | 9人             | 4人           | 昭和最後の放送。 |
| 118          | 1989.1.13  | 攻撃軍大奮戦・平成元年なるか100万円                                                           | 105人           | 7人             | 1人           | 平成初の攻撃軍勝利。 |
| 119          | 1989.1.20  | なるか?2週連続100万円 たけし軍超難関ゲームで対抗、カート戦は決死の2人                         | 108人           | 2人             | 3人           | 稲川が風邪のため冒頭のみの出演。 |
| 120          | 1989.1.27  | 好評特別企画"ラッシャー板前殺人事件"                                                          | 98人            | 7人             | 3人           | |
| 121          | 1989.2.3   | 新装街角テレビのお祝いは超過激スミ責め                                                        | 123人           | 5人             | 3人           | カート戦で「歩く戦車ラッシャー号」初登場。 |
| 122          | 1989.2.10  | 北野奉行捕物帳は大混乱                                                                        | 110人           | 1人             | 3人           | |
| 123          | 1989.2.17  | 奇跡の大逆転、背後からの一発に殿ア然、まさか100万円、涙のジブラルタル海峡                     | 116人           | 6人             | 3人           | 攻撃軍7勝目 |
| 124          | 1989.3.3   | 絶叫、ひな祭り女子大生大会・冬の陣                                                            | 110人           | 6人             | 1人           | 第3回女子大生大会。開始直後に谷隊長が撃った光線銃がたけし戦車の的に命中。攻撃軍最後の勝利にして唯一の連勝で通算8勝目。賞金はカート戦進出者全員に山分け。 |
| 125          | 1989.3.10  | 爆笑4本立て、たけし版忠臣蔵・桃太郎侍・鞍馬天狗・水戸黄門                                     | 108人           | 4人             | 4人           | |
| 126          | 1989.3.17  | お見事、春の緑山を彩る攻撃軍ファッションショー                                                | 117人           | 3人             | 2人           | |
| 127          | 1989.3.24  | 必見、オモシロ企画満載の最終回                                                                | 131人           | 10人            | 3人           | 通常版最終回。カート戦に浅草キッドが参加。 |
| 128          | 1989.4.7   | 風雲!たけし城ファイナル（前）                                                                 | ─               | ─               | ─             | 総集編。最優秀敢闘賞は誰の手に? |
| 129          | 1989.4.14  | 風雲!たけし城ファイナル（後）                                                                 | ─               | ─               | 4人           | 総集編。最優秀敢闘賞決定。レギュラー放送最終回。エンディングはたけし城（模型）に光線が当たり炎上する演出、同時にSP版の告知も行われた。 |
| SP           | 1989.10.6  | 痛快なりゆき巨編 帰ってきた風雲!たけし城                                                      | 429人           | 5人             | 7人           | 4地域で予選を行い、勝者5人ずつが台湾版のたけし城「百戦百勝」に挑戦し、最もポイントを多く獲得した地区がたけし城で決戦。敢闘賞のうち1人はダブル受賞。 |
| SP           | 1990.3.30  | 春休みスペシャル 新・風雲!たけし城 鉄人日本一決定戦                                           | 220人           | ─               | 2人           | 複数の関門を連続して行いクリアタイムを競うタイムトライアル。男性の部・女性の部各優勝者に金メダルと賞金100万円。 |
| SP           | 1990.4.8   | 風雲!たけし城 傑作シーンプレイバック                                                          | ─               | ─               | ─             | 総集編。 |
| SP           | 1990.10.19 | 金曜テレビの星! 風雲!たけし城スペシャル-谷軍1000人の総攻撃-                                   | 1000人          | 8人             | 3人           | 谷城跡から蘇った谷隊長率いる1000人の挑戦者が様々な関門に挑戦する。基本的にレギュラー放送と同じ内容だが、ラストはカート戦ではなく賞品を賭けた射的ゲームとなっている。 黒石恒生(映画キャメラマン)出場、史上最後の敢闘賞受賞者に。 |
| EXTRA        | 2005.4.2   | オールスター感謝祭'05 超豪華!クイズ決定版 この春お待たせ特大号 「風雲! たけし城in感謝祭」     | 14人            | ─               | ─             | 番組内企画として当時再開発工事中だった後の赤坂サカスの敷地内に「竜神池」と「ジブラルタル海峡」を再現、芸能人14人が挑戦。「ジブラルタル海峡」ではアナの初田啓介の実況を加えた。殿は松尾伴内扮する「ビートたけしくん人形」、家老はそのまんま東が担当。 |
| Amazon Prime | 2023.4.21  | 「風雲! たけし城」                                                                            | 300人           | ─               | ─             | |

- 太字は攻撃軍勝利回。
- 人数は番組内のテロップ表示より[注 15]。
- 攻撃軍通算成績127戦中8勝118敗1分 連勝記録2。通算勝率6.30％（小数点3桁目以降四捨五入）
- たけし城まで到達した挑戦者は通算711人（組）。
- 年数回主として春～夏金曜ナイターのため、毎年12月第一週は日本有線大賞のため、その他特番で年数回休止した。
- CS放送のTBSチャンネル（現・TBSチャンネル1）では、2002年7月の開局時より断続的に再放送している[31]。後に2012年10月に開局したTBSチャンネル2に移行し放送。肖像権や著作権などの権利関係によって、欠番回や一部シーンがカットされている回がある。2007年以降、欠番エピソードは幾分減少している。なお、攻撃軍勝利回は欠番にはされていない。
- 2023年1月23日より動画配信サービス「Paravi」と「Amazon Prime Video」にて20話を配信開始予定。あわせて2月10日より30日間の期間限定で、10話分をTVer等で広告付き無料配信を行なう予定[32]。

## 主な大会
- 都道府県選抜全国大会 - 全都道府県から選りすぐりの参加者を集う。参加者は皆地元特産品を持参しており、失格すると貢物として殿に献上された。毎回冒頭ではたけし城をバックに高校野球開会式ばりの入場行進があった。また回によっては都道府県のプラカードをその都道府県出身のたけし軍団が持ったこともあった。

## 番組の影響
放送当時は人気番組となり、水鉄砲、ボードゲーム、プラモデル、『ファミリートレーナー 突撃!風雲たけし城』や『たけしの戦国風雲児』といったゲームソフトなど、番組の雰囲気を楽しめるグッズ・ゲームがいくつか発売された。21世紀に入った後も、イギリスのコンピュータゲーム『Fall Guys: Ultimate Knockout』のように、本作の影響を受けた作品が登場している。またRobloxで新作ゲームも2023年にローンチされた。
子供たちの間でも、学校や公園の遊具を使った「風雲!○○（城主役の子供や学校などの名前が入る）城」と称する「たけし城ごっこ」が流行したが、一方で「危険だ」としてPTAの槍玉にあげられ、戦争を思わせる言葉・演出への違和感や「ゲームに失敗した人を笑い者にしている」などの理由で低俗番組の烙印を押された。対して「番組は外遊びの楽しさを呼びかけている」「今は大がかりなセットを組まないと野外で遊べない時代」と擁護する声もあった。番組終了後も、TBSでは『筋肉番付』『SASUKE』『DOORS』といったアトラクションバラエティ番組を制作し人気を得ている。
また、TBSの他番組にて本番組のパロディが行われることもあり、たとえば1987年4月1日に放送されたテレビドラマ『うちの子にかぎって…』のスペシャル版「男女6人春物語 卒業記念 風雲! たけし城大攻防戦」では、登場人物が「たけし城」に出場する内容となっている。
他局でも、日本テレビ『ガムシャラ十勇士』のように、本場組を意識した番組が出てきた。
さらに、テレビアニメなどにおいても「風雲!○○城」と題したエピソードやパロディグッズなどが発売されており、たとえば映画『ドラえもん のび太と竜の騎士』ではひみつ道具として「風雲ドラえもん城」が登場する。

## 映像ソフト化
- 風雲!たけし城 珍プレイ! 好プレイ! 発売元:TBS クラリオンソフト株式会社 1991年4月25日発売[36]
- 風雲たけし城 其の壱 発売元:TBS 販売元:メディアファクトリー 2009年11月20日発売[37] 3枚組10,290円(税込)
  - 第1巻

敢闘者大会、歴代の敢闘者たち、コント「獅子舞養成ギプス」、コント「歴史を学ぼう」
  - 第2巻

外国人大会、有段者大会、女子大生大会、たけし軍団奮闘記
  - 第3巻

たけし軍 史上最大の作戦、親子大会、たけし城ゲーム集コント、コント「ラッシャー板前殺人事件」
  - 初回製造特典

「風雲！たけし城 事典」其の壱
- 風雲たけし城 其の弐 発売元:TBS 販売元:メディアファクトリー 2010年2月26日発売 3枚組10,290円(税込)
  - 第1巻

たけし城の歩み、全国制覇冬の陣、爆笑!たけし&たけし軍団コント集、爆笑!稲川淳二戦場リポート1
  - 第2巻

天と地と-谷軍1000人の総攻撃-、親子大会、おしおき洞窟、爆笑！稲川淳二戦場リポート2
  - 第3巻

全国大会 (沖縄/北海道/大阪/広島/佐賀/鹿児島/新潟・雪の陣)、コント「風船で攻撃!?」、コント「大砲で攻撃!?」、たけし城落城の日
  - 初回製造特典

「風雲！たけし城 事典」其の弐

## ネット局
| 放送対象地域  | 放送局         | 系列    | 備考                                            |
| ------------- | -------------- | ------- | ----------------------------------------------- |
| 関東広域圏    | 東京放送       | TBS系列 | 制作局 現：TBSテレビ                            |
| 北海道        | 北海道放送     | TBS系列 |                                                 |
| 青森県        | 青森テレビ     | TBS系列 |                                                 |
| 岩手県        | 岩手放送       | TBS系列 | 現：IBC岩手放送                                 |
| 宮城県        | 東北放送       | TBS系列 |                                                 |
| 福島県        | テレビユー福島 | TBS系列 |                                                 |
| 山梨県        | テレビ山梨     | TBS系列 |                                                 |
| 新潟県        | 新潟放送       | TBS系列 |                                                 |
| 長野県        | 信越放送       | TBS系列 |                                                 |
| 静岡県        | 静岡放送       | TBS系列 |                                                 |
| 石川県        | 北陸放送       | TBS系列 |                                                 |
| 中京広域圏    | 中部日本放送   | TBS系列 | 現：CBCテレビ                                   |
| 近畿広域圏    | 毎日放送       | TBS系列 |                                                 |
| 鳥取県 島根県 | 山陰放送       | TBS系列 |                                                 |
| 岡山県 香川県 | 山陽放送       | TBS系列 | 現：RSK山陽放送                                 |
| 広島県        | 中国放送       | TBS系列 |                                                 |
| 山口県        | テレビ山口     | TBS系列 | 1987年9月まではフジテレビ系列とのクロスネット局 |
| 高知県        | テレビ高知     | TBS系列 |                                                 |
| 福岡県        | RKB毎日放送    | TBS系列 |                                                 |
| 長崎県        | 長崎放送       | TBS系列 |                                                 |
| 熊本県        | 熊本放送       | TBS系列 |                                                 |
| 大分県        | 大分放送       | TBS系列 |                                                 |
| 宮崎県        | 宮崎放送       | TBS系列 |                                                 |
| 鹿児島県      | 南日本放送     | TBS系列 |                                                 |
| 沖縄県        | 琉球放送       | TBS系列 |                                                 |

## 日本以外での放送
日本から世界各国に番組自体が輸出されて放送されたり、番組のフォーマットが輸出され現地版が作られたりした。
各国での「たけし城」の人気は高く、これまでに159カ国・地域で放送されている。特にアメリカのテレビ局「Spike」では、「スタートレック」や「CSI:科学捜査班」に並ぶ看板番組として定着しており、ビル・クリントン元米国大統領やヒラリー・クリントン米国務長官も度々番組のファンを公言しているという（ただし、後述の通り米国版は現地用に再編集されている点を留意しなければならない）。
- オランダ

1988年5月より、「たけし城」各ゲームをお手本にしたアトラクションゲーム番組『WAY OF LIFE』が放送。
- 台湾

1988年9月より、TBSの姉妹局である台湾の中華電視公司が「たけし城」各ゲームの図面を購入し、『百戦百勝』の名で放送。日本版と異なりチーム戦方式となっており1回に20人以上の団体で5チームが参加する。参加者同士の対抗もあるが、最終的には5チームがはっきり順位を並べることはない。ゲームにもいくつかオリジナルの要素を加えている。本家『たけし城』でも台湾に遠征し、『百戦百勝』にチャレンジするSP版が行われた。2006年からは、台湾のJET TVにてTBS版『たけし城』が『百戦百勝王』の名で放送された。放送は50分間で、一部の内容がカットされている。
- アメリカ合衆国

1980年代には、たけし城の亜流番組『KING OF MOUNTAIN』が放送。
2003年4月からは『Most Extreme Elimination Challenge』（SPIKE TVでは、MXC）として放送された。30分番組のためオリジナルと比べるとかなり編集されており、2チームの対戦という設定に改変させている。吹き替えもアメリカンジョークを多用し「警察官対犯罪者チーム」などとでっちあげ、当時の日本の一般人の映像に「この人は前科何犯です」等でたらめなナレーションをつけるなどより本家より失礼な台詞になっている。たけしとそのまんま東はそれぞれ "Vic Romano"、"Kenny Blankenship" と呼ばれて、日本の一般人出演者も適当な名前がつけられ、台詞も全部でっちあげ。特定の場面だけをピックアップして放送するため、カート戦もカットされている。
2008年6月24日よりABC系列で『ワイプアウト』という番組が放送された。内容は本番組と似た構成で、賞金は50,000ドルとなっている。なお、TBS側は『たけし城』『SASUKE』との類似性を指摘し、ABCテレビに提訴していたが、2011年に和解が成立した。
- イギリス

「Takeshi's Castle」として放送している。「たけし城」を英語に吹き替え忠実に再現したもの。1990年代に既に部分的には紹介されていたが、2002年11月にBSkyB系のChallenge TVでシリーズ・レギュラー放送開始。俳優でコメディアンのCraig Charlesが英語版ナレーションを担当。2012年にレギュラー放送再開（再放送）で再び人気を博している。
2013年にはリブートとしてイギリス版が製作。さらに復活版の製作も決定している。撮影はタイで行われる。
- スペイン

「Humor Amarillo」として吹き替え版が放送されている。
- フィリピン

吹き替え版ではなく映像と現地のタレント達のコメントやリアクションを交えながら放送されていた。原音声は全くと言っていいほど聞こえないが、スタッフロールは最後まで流す。セットに「タケシカスル」と書かれた垂れ幕があったが、後のリニューアルで撤去された。放送時間は30分以下と短い。タイトルはイギリス版と同じ「Takeshi's Castle」。
- ドイツ

「Takeshi's Castle」として吹き替え版が放送されており、音声は日本語のままだが、バックグラウンドでドイツ語での実況がついている。
- フランス

W9で日曜日19時から放送。音声は日本のままだが、日本のことを全く知らないフランス人の実況が付いている。
- タイ王国

2014年6月4日、TBSは現地の制作会社2社にコンセプトやノウハウを提供し、240万平方メートル（東京ドーム53個分）の敷地にアトラクションを組んで『たけし城』のタイ版「TAKESHI'S CASTLE THAILAND」を制作することを発表した。タイのチャンネル7でタイ時間の7月20日午後2時45分から4時30分までの1時間45分に初回放送、以後は毎週日曜日に放送。
- アラブ諸国

「アル・ヒスン（アラビア語で要塞）」の名で放映された。オリジナルにアラビア語のコメントをかぶせただけだが、コメントを担当したレバノン人俳優、リヤード・シャッラーラのしゃべりが受けて、アラブ全域でヒットした。
2016年、サウジアラビアの関係者らが来日し、TBS本社を訪問。新たにサウジアラビア版を制作し、中東を中心としたアラビア語圏で放送するための契約書に調印を行った。
- インド

2005年ごろに現地版が製作されている。

## スタッフ
- 企画 (クレジット表記なし)：北野武
- 構成：たけし城保存会（たけしの番組に関わっている構成作家が中心・大岩賞介、高橋秀樹、海老原靖芳など）
- 音楽：小野寺忠和、佐藤典昭
- 演奏：アーチストマジソン
- ナレーター：宮内鎮雄（当時TBSアナウンサー）[注 16]
- スタント：菊地剣友会
- ＴＰ：新福剛
- ＴＤ：高橋紀男、熊本宗孝
- カメラ：山田俊明、池内和夫、星野新
- ＶＥ：岩佐博、蓑輪周治、吉田均、宇留野裕右、宮原満明
- ＶＴＲ：森山和夫、川上政信、石川真人、佐野恵一、久保一昭、宮下俊彦
- 音声：沖田良一、入佐隆
- 照明：板垣賢三、白石雄二、的場謙一、海老原靖人、菱山勇
- ＰＡ：市野瀬数美、吉野晴久、新井隆男、花見秀徳
- 編集：阿久津廣次、大石康弘、庄司好孝
- 音響効果：鳥水哲也、山田弘実
- 美術：中嶋美津夫、藤井豊
- 美術デザイン：橘野永
- 協力：東通、緑山スタジオ・シティ、太田プロダクション（#87まで）、オフィス北野（#88から）
- 演出：三角英一、渡辺香、岩原貞雄、三田村泰宏、難波一弘、桂邦彦、田代誠、永田守、橋本孝 ／ 村木益雄
- プロデューサー：桂邦彦（全期間）、三角英一（後期のみ）
- 製作著作：TBS

## 号外版 風雲!たけし城
1987年10月4日から1988年5月29日までの約8か月間、TBS（関東ローカル）にて日曜10:30からの1時間枠で放送されていた、本番組の姉妹番組である。
本編とは異なりスタジオでの収録がメイン。司会はそのまんま東が務め、たけし軍団および稲川淳二がレギュラー出演（ビートたけしはVTR出演のみ。谷隼人はゲストとして出演したことがある）。その週の本編の名場面・再編集版や新ゲームの募集企画、以前本編で展開されていたデモンストレーションが引き継がれた（ちなみに失敗した軍団メンバーのうち、たけしや稲川に選ばれた1人が、その場で「おしおき地獄」という週替わりの罰ゲームを受けた）。
原則として関東ローカル番組だが、北海道放送、テレビユー福島では同時ネットで放送されていた。一部系列局でも番販で時差ネットされていた。毎日放送の土曜日正午、青森テレビの日曜日16時など。系列局外ではフジテレビ系列の秋田テレビで土曜16時30分に、山形テレビ（現・テレビ朝日系列）で日曜15時に放送されていたほか、日本テレビ系列の福井放送 でも放送されていた。なお、秋田県や山形県や福井県には当時TBS系列の放送局が無かったため、本家の『風雲!たけし城』が放送されず「号外版」の方のみが放送されるという特殊な放送形態となっていた。

## 音楽
| アーティスト                                     | 発売日        | レーベル | 規格 | 規格品番 | 面 | タイトル               | 作詞         | 作曲         | 編曲         | 備考                 |
| ------------------------------------------------ | ------------- | -------- | ---- | -------- | -- | ---------------------- | ------------ | ------------ | ------------ | -------------------- |
| おぼっちゃま wit hたけし軍団＆たけし城音頭保存会 | 1987年7月29日 | ビクター | EP   | SV-9270  | A  | 風雲！たけし城音頭     | そのまんま東 | 井上ヨシマサ | 井上ヨシマサ | オリコン最高位：44位 |
| おぼっちゃま wit hたけし軍団＆たけし城音頭保存会 | 1987年7月29日 | ビクター | EP   | SV-9270  | B  | 続・風雲！たけし城音頭 | そのまんま東 | 井上ヨシマサ | 井上ヨシマサ | オリコン最高位：44位 |

## 風雲!たけし城 (Amazon Prime Video)
2022年3月30日に行われた「Amazon Prime Video」日本事業のラインアップ記者発表会において、『風雲!たけし城』の題名で復活させることがAmazon.co.jpから発表された。制作は旧版同様にTBSテレビが引き続き担当し、緑山スタジオにて収録が行われた。
出演者は旧版よりたけし、谷が続投。ナレーションは旧版の宮内鎮雄（当時TBSアナウンサー、2022年1月死去）に代わり講談師の神田伯山が担当することになった。
2022年7月には新たに建造されたたけし城の外観、竜神池、ジブラルタル海峡、キノコでポンの画像が公開された。攻撃軍参加者はTBS公式サイトにて公募（中学生以上の男女、個人またはグループ）、第1シーズンは1300人以上の応募から『SASUKE』参加者・芸能人・プロスポーツ選手等も含む300人以上が参加した。
今作ではたけし城の前線として三つの城と城主がおり、これらを先駆けて攻略することになる。難関は旧版をリメイクしたものと今作より新規登場したものがあるが、旧版に比べスケール・難易度が大幅に上がり、一人もクリアした者が出ない難関も発生。そのため、失敗しても健闘した者や面白かった者には「敢闘賞」を与えて次に進めるルールとなった。また「敗者復活戦」も導入した。
第1シーズンは2023年4月21日・4月28日に各4エピソードずつ配信。これに先駆け2023年4月9日、TBSにて「伝説の番組復活! 風雲! たけし城」（16:00-17:00）が放送された。

### 出演者

#### 城主
- ビートたけし - たけし城 城主
- 上田晋也（くりぃむしちゅー） - 第一の城 城主
- 渡辺直美 - 第二の城 城主
- 市川猿之助  - 第三の城 城主

#### 家老・家臣
- 設楽統（バナナマン） - たけし城 家老
- 日村勇紀（バナナマン） - たけし城 家臣

#### 殿の影武者
- 松村邦洋 - AI殿の声

#### 攻撃隊長
- 谷隼人
- 木村昴

#### 戦場レポーター
- 三四郎
- 東京ホテイソン
- なすなかにし
- AMEMIYA
- 鈴木拓（ドランクドラゴン）
- モグライダー

#### 守備軍（たけし軍）
- アニマル浜口
- 天木じゅん
- アマレス兄弟
- 伊藤なのか
- 梅垣義明
- かが屋
- 駆け抜けて軽トラ
- 春日俊彰（オードリー）
- 狩野英孝
- きつね
- 共犯者
- クロちゃん（安田大サーカス）
- コウメ太夫
- 後藤洋央紀

- CYBERJAPAN DANCERS
- ザ・たっち
- 清水あいり
- 獣神サンダー・ライガー
- 田口隆祐
- タケウチパンダ
- DJ KOO
- 刀羅ナツコ
- Toshl
- トム・ブラウン
- どんぐりたけし
- 那須川天心
- ななめ45°
- 錦鯉
- 猫ひろし

- 浜口京子
- 濱口優（よゐこ）
- ハリウッドザコシショウ
- 平井“ファラオ”光（馬鹿よ貴方は）
- 本間朋晃
- 真壁刀義
- まなぺこ
- Mr.シャチホコ
- 六平直政
- 倭早希
- 横川尚隆
- 横田愛佳
- ワタリ119
- ワンワンニャンニャン

### スタッフ
- 総合演出：乾雅人
- プロデューサー：片山剛、藤原麻知、福濱和美、渡部織映、麻生邦浩
- ナレーション：神田伯山、服部潤
- 制作協力：TBSスパークル
- 著作：TBSテレビ